# Petrosia
Petrosia is een geslacht van sponsdieren uit de familie van de gewone sponzen (Demospongiae).

## Soorten
- Petrosia (Petrosia) alfiani de Voogd & van Soest, 2002
- Petrosia (Petrosia) australis Bergquist & Warne, 1980
- Petrosia (Petrosia) borealis (Lambe, 1895)
- Petrosia (Petrosia) brachysclera Lévi & Lévi, 1989
- Petrosia (Petrosia) canariensis de Weerdt & van Soest, 1986
- Petrosia (Petrosia) capsa Desqueyroux-Faúndez, 1987
- Petrosia (Petrosia) clavata (Esper, 1794)
- Petrosia (Petrosia) crassa (Carter, 1876)
- Petrosia (Petrosia) cretacea (Schmidt, 1870)
- Petrosia (Petrosia) crustata Wilson, 1925
- Petrosia (Petrosia) densissima Dendy, 1905
- Petrosia (Petrosia) elephantotus Ilan, Gugel & van Soest, 2004
- Petrosia (Petrosia) expansa (Thiele, 1903)
- Petrosia (Petrosia) ficiformis (Poiret, 1789)
- Petrosia (Petrosia) granifera Desqueyroux-Faúndez, 1987
- Petrosia (Petrosia) hebes Lendenfeld, 1888
- Petrosia (Petrosia) hoeksemai de Voogd & van Soest, 2002
- Petrosia (Petrosia) incrustata (Alcolado & Gotera, 1986)
- Petrosia (Petrosia) intermedia (Czerniavsky, 1880)
- Petrosia (Petrosia) lignosa Wilson, 1925
- Petrosia (Petrosia) mammiformis Dendy, 1922
- Petrosia (Petrosia) massiva Lehnert & van Soest, 1996
- Petrosia (Petrosia) microxea (Vacelet, Vasseur & Lévi, 1976)
- Petrosia (Petrosia) nigricans Lindgren, 1897
- Petrosia (Petrosia) pellasarca (de Laubenfels, 1934)
- Petrosia (Petrosia) pigmentosa Fromont, 1991
- Petrosia (Petrosia) plana Wilson, 1925
- Petrosia (Petrosia) pluricristata Lévi & Lévi, 1983
- Petrosia (Petrosia) pulvilla (Thiele, 1903)
- Petrosia (Petrosia) puna de Laubenfels, 1951
- Petrosia (Petrosia) punctata Lévi & Lévi, 1983
- Petrosia (Petrosia) raphida Boury-Esnault, Pansini & Uriz, 1994
- Petrosia (Petrosia) seychellensis Dendy, 1922
- Petrosia (Petrosia) shellyi Pulitzer-Finali, 1993
- Petrosia (Petrosia) solida Hoshino, 1981
- Petrosia (Petrosia) solusstrongyla Hoshino, 1981
- Petrosia (Petrosia) spheroida Tanita, 1967
- Petrosia (Petrosia) ushitsuensis Tanita, 1963
- Petrosia (Petrosia) volcano Hoshino, 1976
- Petrosia (Petrosia) weinbergi van Soest, 1980
- Petrosia (Strongylophora) corticata (Wilson, 1925)
- Petrosia (Strongylophora) davilai (Alcolado, 1980)
- Petrosia (Strongylophora) dendyi (Hechtel, 1969)
- Petrosia (Strongylophora) durissima (Dendy, 1905)
- Petrosia (Strongylophora) hartmani (van Soest, 1980)
- Petrosia (Strongylophora) mamillata (Lévi & Lévi, 1983)
- Petrosia (Strongylophora) mauritiana (Carter, 1885)
- Petrosia (Strongylophora) septata (Thomas, 1991)
- Petrosia (Strongylophora) stoneae (van Soest & Stentoft, 1988)
- Petrosia (Strongylophora) strongylata Thiele, 1903
- Petrosia (Strongylophora) vansoesti Boury-Esnault, Pansini & Uriz, 1994
- Petrosia (Strongylophora) vulcaniensis Samaai & Gibbons, 2005
- Petrosia armata (Lendenfeld, 1887)
- Petrosia coriacea Swartschewsky, 1905
- Petrosia pulitzeri Pansini, 1996